# Чотири неділі
Чотири неділі (азерб. Dörd bazar günü) — радянська 2-серійна телевізійна військова драма 1975 року, знята на кіностудії «Азербайджанфільм», є екранізацією однойменної повісті Гусейна Аббасзаде.

## Сюжет
Фільм розповідає про грізні роки Великої Вітчизняної війни. У центрі сюжету — події на фронтах в БССР, де партизани після госпіталю змогли знайти свою військову частину.

## У ролях
- С. Ісмаїлов — Ніджат (дитина)
- Гасан Турабов — Ніджат
- А. Тагієв — Бадір (дитина)
- Аладдін Аббасов — Бадір
- Р. Сафаров — Джалал (дитина)
- Тофік Мірзаєв — Джалал
- Яшар Нурі — Сейран
- Юрій Сідоров — Павло Чипурін
- Тельман Адигьозалов — Мурад
- Гусейнага Садиков — Асад
- Софа Беширзаде — Джаміля
- Сусан Меджидова — Більгеїс
- Шукуфа Юсіфова — дочка Бадіра
- Халіда Кулієва — Сона
- Земфіра Садикова — Севда
- Енвер Гасанов — Каміль
- Шахмар Алекперов — епізод
- Агахусейн Джавадов — епізод
- Мухтар Манієв — епізод
- Талят Рахманов — епізод
- Садих Гасанзаде — епізод
- Аліаббас Гадіров — епізод
- Ельденіз Зейналов — епізод
- Абдул Махмудов — епізод

## Знімальна група
- Оригінальний текст і автор сценарію: Гусейн Аббасзаде
- Автори сценарію: Шаміль Махмутбеков, Фарман Карімзаде
- Режисер-постановник: Шаміль Махмутбеков
- Оператор-постановник: Расім Ісмаїлов
- Другий оператор: Юрій Варновський
- Художник-постановник: Каміль Наджафзаде
- Композитор: Емін Сабітоглу
- Звукооператор: Агахусейн Карімов
- Оператор комбінованих зйомок: Хамза Ахмедоглу
- Художник комбінованих зйомок: Мірза Рафієв
- Директор фільму: Талят Рахманов